# Dirk Gentlys holistiske detektivbureau
Dirk Gentlys holistiske detektivbureau (Dirk Gently's holistic detective agency) er en roman fra 1987 af Douglas Adams.
Bogen handler om manden Dirk Gently, som ejer et detektivbureau. I følge bogen selv er det en "ghost-horror-detective-time travel-romantic comedy epic".
Bogen efterfølges af Sjælens lange mørke te-pause (The long dark tea-time of the soul) og Tvivlens laks (The Salmon of Doubt), som dog aldrig er blevet færdigskrevet grundet forfatterens død.
| Bog | Spire Denne artikel om bøger og tidsskrifter er en spire som bør udbygges. Du er velkommen til at hjælpe Wikipedia ved at udvide den. |